# Британский журнал по эстетике
 Британский журнал по эстетике  (англ. British Journal of Aesthetics) – научно-теоретический журнал по эстетике и философии искусства. Учрежден Британским эстетическим обществом.

## О журнале
Британский журнал по эстетике публикуется с целью содействия исследованиям по эстетике, обсуждения вопросов искусства и связанного с ним эстетического опыта. Журнал использует междисциплинарный подход, анализируя вопросы с философской, психологической, социологической, научной, исторической, критической и образовательной точек зрения. Журнал публикует статьи по широкому кругу тем: от раскрытия сущности эстетического суждения Канта и базовых принципов художественной критики до основополагающих вопросов, связанных с конкретными областями искусства – живописью, музыкой, танцами, кино и архитектурой. Кроме того, в каждом выпуске журнала имеется раздел литературных обзоров, где предлагается анализ основных новых работ в области эстетики. Основанный в 1960 году, журнал издается ежеквартально - в январе, апреле, июле и октябре. Британский журнал по эстетике высоко ценится как международная площадка для обсуждения эстетики и философии искусства.

## Редакция
На 2018 год в Журнале два главных редактора:
- Джон Хайман – профессор Куинз-колледжа (Оксфорд), редактор Журнала с 2008 года.
- Элизабет Шеллекенс – профессор Уппсальского университета, редактор Журнала с 2007 года.

## Конкурс дизайна обложки
Британский журнал по эстетике ежегодно проводит конкурс для студентов, обучающихся на дневных программах высших учебных заведений и школах искусств и дизайна в любой стране. Победивший дизайн будет использован на обложке Британского журнала эстетики. Победитель получает 5 печатных экземпляров выпуска с его дизайном, также ему предлагается бесплатно заказать книги, выпущенные  Издательством Оксфордского университета, на сумму около 150 фунтов стерлингов.

## Известные авторы
- Монро Бердсли
- Арнольд Берлеант
- Эрнст Гомбрих
- Джордж Дики
- Роман Ингарден
- Стефан Моравский
- Герберт Рид
- Дэвид Трамп
- Ричард Шустерман